# Commanderie de Fouron-Saint-Pierre
La commanderie de Fouron-Saint-Pierre (également connue comme château de la Commanderie) est une résidence seigneuriale de style mosan construite à Fouron-Saint-Pierre (Belgique) au début du XVIIe siècle, en remplacement de l’ancien château-monastère de la commanderie de l’Ordre Teutonique qui datait du XIIIe siècle.    

## Histoire

### Commanderie de Fouron
Lorsqu’il entre dans l’Ordre Teutonique en 1242 Daniel de Fouron fait don de tous ses biens à l’Ordre allemand déjà installé dans la région depuis 1220. Jusqu'à  la Révolution française le territoire de Fouron-Saint-Pierre restera une seigneurie du Saint-Empire romain germanique, comme dépendant du comté de Dalhem.
En 1320 on parlait déjà d'un commandeur de Bronchorst. Avec onze autres bailliages Fouron-Saint-Pierre est rattaché à la haute commanderie territoriale des Vieux Joncs d’Alden Biesen. Le château de la commanderie était la résidence du commandeur local : 39 d’entre eux se sont succédé à Fouron-Saint-Pierre.
Guillaume Quaest de Beeck, commandeur de 1631 à 1661, est celui qui construisit l’église de Fouron-Saint-Pierre, de 1652 à 1661. Son imposante pierre tombale est adossée au mur extérieur de l’église paroissiale voisine, près de son entrée. 

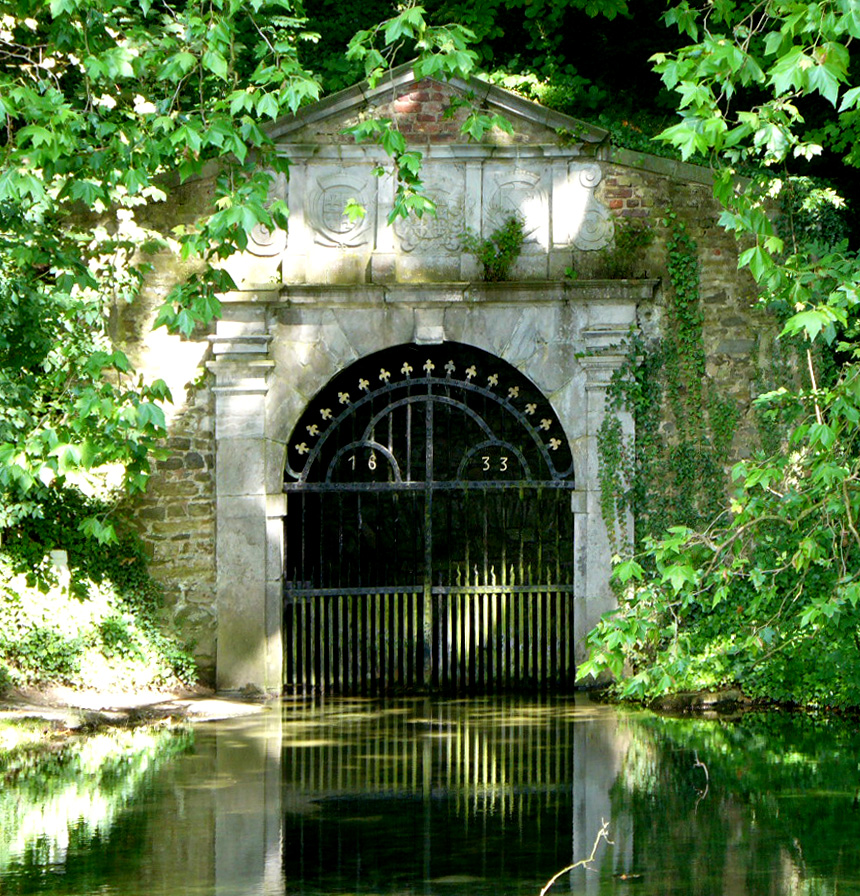
Bâtiment des sources du Foron

Dans le parc se trouve un petit ‘bâtiment de la source’ construit par le commandeur Von Rolshausen. Par la porte grillagée, millésimée 1633, sortent les eaux de la source du Foron (en néerlandais : Voer) qui alimentent les viviers du château. Au fronton qui surmonte la porte se trouvent les armes du commandeur Von Rolshausen.
Les étangs sources, à visiter dans le parc de la commanderie, sont aménagés depuis 1885 environ pour l'élevage piscicole (truites et esturgeons).
La commanderie possédait en outre deux grandes fermes sur le territoire de Fouron-Saint-Pierre : la ferme du Brabant (vers 1736) et la ferme de Lo (1771-1773).

### Château de la commanderie
En 1798, le régime révolutionnaire français installé à Liège confisque les biens de l'Ordre Teutonique et les met en vente. Au cours du XIXe siècle la commanderie de Fouron-Saint-Pierre passe par les mains de plusieurs propriétaires différents. D’abord acheté par un médecin de Verviers, J.J. Dresse, il passe bientôt entre les mains de la famille Sauvage, également de Verviers, qui l’occupe une quarantaine d’années. 
Le domaine est acheté en 1840 par le baron Otton de Loë, gros prioritaire terrien résidant au château de Mheer (dont il est bourgmestre), qui compte faire de l'ancienne commanderie une ferme qui exploitera les quelque 200 hectares de terres qu’il possède à Fouron-Saint-Pierre et Fouron-Saint-Martin. 
Mis en vente publique en 1893 le château est acquis par le baron L. de Potesta de Waleffe. S’intéressant à l’histoire du château et à l’Ordre Teutonique le nouveau propriétaire fait faire des recherches à ce sujet et redonne visibilité à l'occupation ancienne des lieux par les chevaliers. Pour les travaux de rénovation il réutilise certains éléments d'origine tout en introduisant des changements profonds dans l’agencement des bâtiments. La démolition des bâtiments sud-est fait perdre au complexe son caractère fermé. Au fronton, sur le côté extérieur, est fixée une plaque portant les armoiries de la famille de Potesta de Waleffe et l'inscription : RESTAURATUM MCMX (soit restauré en 1910). Sous celle-ci se trouve une pierre portant l'inscription: ORDINIS TEUNON.CASTELLUM, ANNO MDCXV AEDIFICATUM (soit Château de l’Ordre Teutonique, construit en 1615).
Par mariage en 1952, le château est entré en possession de la famille Ferretti di Castelferretto. Depuis 1970 il est propriété de Hubert van Rijckevorsel. Appartenant au domaine privé il ne se visite pas.